# 烽火通信
烽火通信科技股份有限公司 ，简称烽火通信，是一家总部位于武汉的通信设备制造业上市企业，該公司是烽火科技集團的子公司，由武漢郵電科學研究院於1999年12月25日成立。2001年8月於上海证券交易所上市，股票代號為“上交所：600498”。

## 历史
1999年12月25日，烽火通信科技股份有限公司成立。
2001年8月，烽火通信发行8000万股股票，在上海证券交易所上市。
2015年，“高性能超强抗弯光纤关键技术、制造工艺及成套装备” 获得中華人民共和國国家科技进步二等奖。